# Macedo (futebolista)
Natanael dos Santos Macedo, ou simplesmente Macedo (Americana, 16 de dezembro de 1969) é um ex-futebolista brasileiro.
É tio do lateral-direito Diego Macedo.

## Carreira

### Clubes
Aos 12 anos, Macedo começou nas categorias de base do Rio Branco. Tornou-se profissional em 1990. Naquele ano, ele dividiu a artilharia da segunda divisão estadual com Bugre, também do Tigre, ambos com 14 gols. Em janeiro de 1991, o atacante garantiu, até aquele momento, a maior transferência da história riobranquense. À época, ele teve o passe comprado pelo São Paulo, numa negociação que totalizou 550 mil dólares.
Macedo chegou ao São Paulo com 20 anos, em 1990. Estreou em 23 de fevereiro de 1991, na vitória por 1x0 sobre o Fluminense no Morumbi.
Se destacou no clube, tendo inclusive sido campeão da Copa Libertadores e do Mundial Interclubes. No jogo de volta da final da Libertadores de 1992, contra o Newell's Old Boys, entrou no segundo tempo e sofreu pênalti que foi convertido por Raí. O resultado de 1 a 0 levou a decisão aos pênaltis, e o São Paulo conquistou o título. 
Um dia, chegou ao treino do Tricolor com apliques no cabelo, no estilo rastafári. Telê não gostou nada do visual e fez o jogador desfazer o penteado.
Sua última partida no Tricolor foi em 11 de março de 1993, na vitória por 3x1 sobre o XV Piracicaba no Estádio Barão da Serra Negra. Ao deixar o São Paulo em 1993, foi jogar no Cádiz por empréstimo, mas a passagem no clube espanhol durou pouco. Em 11 de abril de 1993 faz sua estreia, saindo como titular, no jogo contra a Real Sociedad, onde sua equipe vence por 2 a 1. Na partida seguinte, contra o Real Madrid fora de casa, o Cadiz perde por 3 a 1, mas Macedo faz o gol de honra, seu primeiro em sua passagem por terras espanholas. Em 30 de maio, marca o único gol do Cadiz no empate em 1 a 1 com o Albacete, seu último jogo pelo clube.
Ainda passou pelo Cruzeiro, de setembro a dezembro daquele ano, onde atuou em somente 10 jogos no Brasileiro e na Supercopa da Libertadores de 1993.
Foi contratado pelo Santos em 1994, numa troca que envolveu também o goleiro Gilberto e volante Dinho por Axel, e estreou em 26 de janeiro daquele ano, no empate em 2x2 contra o Guarani, na Vila Belmiro. Fez parte da campanha do Vice-Campeonato Brasileiro de 1995.
No 2º semestre de 1996, foi emprestado ao Vasco, para a disputa do Campeonato Brasileiro e no fim da temporada, já estava de volta à Vila Belmiro.
Em 1997, conquistou o Torneio Rio-São Paulo, atuando em todas as partidas da competição. Chegou a ganhar uma égua e uma vaca do patrocinador do time, Unicór, nesse período.
No ano seguinte, foi novamente emprestado, dessa vez, para o Coritiba.
Retornou novamente para o Santos, onde realizou apenas uma partida em 1999, em 30 de janeiro contra o Vasco, e acertou sua transferência para o Grêmio. Pelo Peixe, fez 228 jogos e marcou 61 gols.
Pelo Grêmio, ganhou o Campeonato Gaúcho e a Copa Sul de 1999, marcando 12 gols em 52 jogos naquela temporada.
Macedo passou também com destaque pela Ponte Preta, entre 2000 e 2002, onde marcou 32 gols em 108 jogos, e em 2004.
Em 2003, disputou o Campeonato Paulista pelo Rio Branco, marcando 6 gols. No segundo semestre, disputou o Campeonato Brasileiro da Série B pelo Fortaleza EC, onde fez relativo sucesso e garantiu o acesso à elite.
No início de 2004, disputou o Campeonato Catarinense pelo Joinville EC.
Na parte final de sua carreira, defendeu Taubaté, Atlético Sorocaba, Comercial de Ribeirão Preto, Itabaiana e Operário, deixando os gramados em 2009, no União Mogi, então na Série A-3 do Campeonato Paulista.

### Seleção Brasileira
Pela Seleção Brasileira, disputou 2 jogos entre 1991 e 1992, não marcando nenhum gol.

### Aposentadoria
Macedo passou por sérias dificuldades financeiras após encerrar a carreira de jogador profissional. Encerrou a carreira sem ter negócio próprio ou alguma outra fonte de renda. Sem ter um ganha pão fixo, jogou até na várzea e amistosos beneficentes em diferentes cidades em troca de “bichos” que variavam entre R$ 100 e R$ 500.

## Títulos
São Paulo
- Campeonato Paulista: 1991[34]  e 1992
- Campeonato Brasileiro: 1991[35]
- Copa Libertadores da América: 1992 e 1993
- Mundial Interclubes: 1992 e 1993
- Supercopa da Libertadores da América: 1993

Santos
- Torneio Rio-São Paulo: 1997

Grêmio
- Campeonato Gaúcho: 1999
- Copa Sul: 1999